# Караидельский район
Караиде́льский райо́н (баш. Ҡариҙел районы) — административно-территориальная единица (район) и муниципальное образование (муниципальный район) в её границах под наименованием муниципальный район Караидельский район (баш. Ҡариҙел районы муниципаль районы) в составе Республики Башкортостан Российской Федерации.
Административный центр — село Караидель.

## География
Район расположен на севере Башкортостана. Площадь района составляет 3 664 км². Территория района занимает часть Уфимского плато. Протекает река Уфа с притоками Юрюзань, Кирзя, Байки, Урюш. Почвы подзолистые, светло-серые и серые лесные, на западе — оподзоленные чернозёмы. Район богат лесами из пихты, ели, сосны, березы, дуба. Имеются месторождения нефти, кирпичной глины, песка, строительного камня.

## История
Район возник 20 февраля 1932 года, когда были упразднены Аскинский и Байкинский районы. В 1956 году в состав района вошла территория упразднённого Байкибашевского района. В прошлом территория района относилась к вотчинным землям башкир племен Унлар, Танып, Балыксы, Ельдяк.
Населённые пункты возникли на землях башкирских вотчинников Сунларской, Ельдякской и Таныпской волостей. Сунларская подразделялась на 2 тюбы: Янсеитовскую, состоявшую из одной деревни Янсеит, и Байкинскую, куда относились башкирские деревни Якуп, Халил, Акбуляк (Старый и Новый), Юлдаш, Туюш, Тегерман, Откустино, Абдулла.
Деревня Байгазы принадлежала Су-Таныпской тюбе Таныпской волости.
К Ельдякской волости относились деревни Седяш, Урюш. Другие башкирские поселения возникли как дочерние.
Вместо башкирских кровнородственных волостей в 1864 г. были образованы территориальные Байкинская и Байкибашевская волости. В составе Балыкчинской волости было несколько деревень.
Сунларская волость к 1834 г. владела 150 тыс. десятин земли. Байкинская тюба имела 6892 десятины, Янсеитовская — 70 447 десятин земли. Землёй владели башкиры-вотчинники в количестве 423 душ мужского пола в 1816 г., 661 — в 1834 г. На их вотчинах обосновались мишари (в 1816 г. — 851, в 1834 г. — 1325 душ мужского пола), тептяри (в 1816 г. — 140, в 1834 г. — 218 душ мужского пола), а также русские и марийские крестьяне.
31 августа 1956 года Указом Президиума Верховного Совета РСФСР центром Байкибашевского района было установлено село Караидель и в связи с этим район был переименован в Караидельский район.

## Население
| 1939    | 1959    | 1970    | 1979    | 1989    | 2002    | 2008    | 2009    | 2010    |
| ------- | ------- | ------- | ------- | ------- | ------- | ------- | ------- | ------- |
| 24 864  | ↗50 904 | ↘47 654 | ↘38 337 | ↘30 276 | ↘28 294 | ↘27 955 | ↘27 737 | ↗27 945 |
| 2012    | 2013    | 2014    | 2015    | 2016    | 2017    | 2018    | 2019    | 2021    |
| ↘27 369 | ↘27 049 | ↘26 437 | ↘26 049 | ↘25 746 | ↘25 533 | ↘25 282 | ↘24 909 | ↘24 225 |

Согласно прогнозу Минэкономразвития России, численность населения будет составлять:
- 2024 — 25,45 тыс. чел.
- 2035 — 24,45 тыс. чел.

### Национальный состав
Согласно Всероссийской переписи населения 2010 года: башкиры — 47 %, татары — 26,9%, русские — 19,8 %, марийцы — 5,4 %, лица других национальностей — 0,9 %.
По итогам переписи населения 2020 года проживали следующие национальности (национальности менее 0,1 % и другое см. в сноске к строке «Другие»):
| Национальность | Численность, чел. | Доля     |
| -------------- | ----------------- | -------- |
| Башкиры        | 11 990            | 49,49 %  |
| Татары         | 5719              | 23,61 %  |
| Русские        | 5049              | 20,84 %  |
| Марийцы        | 1165              | 4,81 %   |
| Армяне         | 78                | 0,32 %   |
| Украинцы       | 30                | 0,12 %   |
| Узбеки         | 30                | 0,12 %   |
| Другие         | 164               | 0,69 %   |
| Итого          | 24 225            | 100,00 % |

### Языковой состав
Согласно Всероссийской переписи населения 2010 года родными языками населения являлись: башкирский — 43,3 %, 
татарский — 28,9 %, русский — 21,8 %, марийский — 5,1 %.
Согласно Всероссийской переписи населения 2020 года родными языками населения являлись: башкирский — 47,7 %, 
татарский — 23,9 %, русский — 22,7 %, марийский — 4,7 %.

## Административное деление
В Караидельский район как административно-территориальную единицу республики входит 17 сельсоветов.
В одноимённый муниципальный район в рамках местного самоуправления входит 17 муниципальных образований со статусом сельского поселения:
| №     | Муниципальное образование    | Административный центр | Количество населённых пунктов | Население (чел.) | Площадь (км²) |
| ----- | ---------------------------- | ---------------------- | ----------------------------- | ---------------- | ------------- |
| 1e-06 | Сельское поселение           |                        |                               |                  |               |
| 1     | Артакульский сельсовет       | село Артакуль          | 4                             | ↘1003            | 107,00        |
| 2     | Байкибашевский сельсовет     | село Байкибашево       | 5                             | ↗1510            | 128,00        |
| 3     | Байкинский сельсовет         | село Байки             | 3                             | ↘1500            | 174,00        |
| 4     | Верхнесуянский сельсовет     | деревня Седяш          | 4                             | ↘341             | 86,00         |
| 5     | Караидельский сельсовет      | село Караидель         | 10                            | ↗8235            | 240,00        |
| 6     | Караярский сельсовет         | село Караяр            | 6                             | ↘1579            | 307,00        |
| 7     | Кирзинский сельсовет         | село Кирзя             | 8                             | ↘593             | 484,00        |
| 8     | Куртлыкульский сельсовет     | деревня Куртлыкуль     | 3                             | ↘610             | 99,00         |
| 9     | Магинский сельсовет          | село Магинск           | 2                             | ↘1496            | 187,00        |
| 10    | Новобердяшский сельсовет     | деревня Новый Бердяш   | 9                             | ↘1377            | 283,00        |
| 11    | Новомуллакаевский сельсовет  | село Новомуллакаево    | 2                             | ↘474             | 138,00        |
| 12    | Озеркинский сельсовет        | деревня Озерки         | 4                             | ↘764             | 630,78        |
| 13    | Подлубовский сельсовет       | деревня Подлубово      | 6                             | ↘724             | 123,00        |
| 14    | Староакбуляковский сельсовет | деревня Старый Акбуляк | 8                             | ↘1737            | 127,00        |
| 15    | Ургушевский сельсовет        | село Ургуш             | 9                             | ↗1333            | 307,00        |
| 16    | Урюш-Битуллинский сельсовет  | деревня Мрясимово      | 13                            | ↘1115            | 287,00        |
| 17    | Явгильдинский сельсовет      | деревня Явгильдино     | 3                             | ↘891             | 78,00         |

### Населённые пункты
| №  | Населённый пункт | Тип     | Население | Муниципальное образование    |
| -- | ---------------- | ------- | --------- | ---------------------------- |
| 1  | Абдуллино        | деревня | ↗612      | Караярский сельсовет         |
| 2  | Абуталипово      | деревня | ↗261      | Артакульский сельсовет       |
| 3  | Абызово          | село    | ↗905      | Караидельский сельсовет      |
| 4  | Александровка    | село    | ↘41       | Кирзинский сельсовет         |
| 5  | Аминево          | деревня | ↘100      | Байкибашевский сельсовет     |
| 6  | Аркаул           | деревня | ↘4        | Ургушевский сельсовет        |
| 7  | Артакуль         | село    | ↗470      | Артакульский сельсовет       |
| 8  | Аскиш            | деревня | ↘64       | Байкибашевский сельсовет     |
| 9  | Атамановка       | село    | ↘104      | Кирзинский сельсовет         |
| 10 | Атняш            | село    | ↘584      | Новобердяшский сельсовет     |
| 11 | Атняшкино        | деревня | ↘61       | Урюш-Битуллинский сельсовет  |
| 12 | Базилевский      | деревня | ↘47       | Байкибашевский сельсовет     |
| 13 | Байки            | село    | ↘1095     | Байкинский сельсовет         |
| 14 | Байкибашево      | село    | ↘1133     | Байкибашевский сельсовет     |
| 15 | Байки-Юнусово    | деревня | ↘411      | Байкибашевский сельсовет     |
| 16 | Бартым           | деревня | ↘158      | Озеркинский сельсовет        |
| 17 | Бердяш           | село    | ↗154      | Байкинский сельсовет         |
| 18 | Бияз             | деревня | ↘174      | Озеркинский сельсовет        |
| 19 | Бурхановка       | деревня | ↗41       | Урюш-Битуллинский сельсовет  |
| 20 | Верхний Суян     | деревня | ↗17       | Верхнесуянский сельсовет     |
| 21 | Горное           | деревня | ↘30       | Ургушевский сельсовет        |
| 22 | Давлятовка       | деревня | ↗27       | Караидельский сельсовет      |
| 23 | Деушево          | село    | ↘210      | Куртлыкульский сельсовет     |
| 24 | Дубровка         | деревня | ↘110      | Ургушевский сельсовет        |
| 25 | Дюртюли          | деревня | →29       | Новобердяшский сельсовет     |
| 26 | Зинатовка        | деревня | →2        | Караидельский сельсовет      |
| 27 | Зуевка           | деревня | ↗107      | Ургушевский сельсовет        |
| 28 | Имяново          | деревня | ↗4        | Урюш-Битуллинский сельсовет  |
| 29 | Иткули           | село    | ↗101      | Артакульский сельсовет       |
| 30 | Кадыси           | деревня | ↗36       | Новобердяшский сельсовет     |
| 31 | Каинчак          | деревня | →1        | Кирзинский сельсовет         |
| 32 | Калтасы          | деревня | →2        | Урюш-Битуллинский сельсовет  |
| 33 | Кантон           | деревня | ↗151      | Новобердяшский сельсовет     |
| 34 | Караидель        | село    | ↗6170     | Караидельский сельсовет      |
| 35 | Караяр           | село    | ↗751      | Караярский сельсовет         |
| 36 | Карыш-Елга       | деревня | ↘24       | Новобердяшский сельсовет     |
| 37 | Кирзя            | село    | ↘459      | Кирзинский сельсовет         |
| 38 | Комсомольский    | село    | ↘491      | Караярский сельсовет         |
| 39 | Красный Урюш     | село    | ↘502      | Урюш-Битуллинский сельсовет  |
| 40 | Круш             | село    | ↘175      | Озеркинский сельсовет        |
| 41 | Куртлыкуль       | деревня | ↗410      | Куртлыкульский сельсовет     |
| 42 | Куянчи           | деревня | ↘55       | Подлубовский сельсовет       |
| 43 | Магинск          | село    | ↗1491     | Магинский сельсовет          |
| 44 | Маликово         | деревня | ↘13       | Староакбуляковский сельсовет |
| 45 | Мата             | деревня | ↗30       | Новобердяшский сельсовет     |
| 46 | Мрясимово        | деревня | ↘243      | Урюш-Битуллинский сельсовет  |
| 47 | Муллакаево       | деревня | ↘108      | Новомуллакаевский сельсовет  |
| 48 | Нагретдиново     | деревня | ↘155      | Подлубовский сельсовет       |
| 49 | Нижние Балмазы   | деревня | ↘221      | Караидельский сельсовет      |
| 50 | Нижний Суян      | село    | →1        | Верхнесуянский сельсовет     |
| 51 | Николо-Казанка   | деревня | ↗12       | Урюш-Битуллинский сельсовет  |
| 52 | Новомуллакаево   | село    | ↘483      | Новомуллакаевский сельсовет  |
| 53 | Новосёлка        | деревня | ↘24       | Караидельский сельсовет      |
| 54 | Новоянсаитово    | деревня | ↘272      | Байкинский сельсовет         |
| 55 | Новый Акбуляк    | деревня | ↘278      | Староакбуляковский сельсовет |
| 56 | Новый Бердяш     | деревня | ↗309      | Новобердяшский сельсовет     |
| 57 | Озерки           | деревня | ↗501      | Озеркинский сельсовет        |
| 58 | Октябрьский      | деревня | →1        | Кирзинский сельсовет         |
| 59 | Подлубово        | деревня | ↘427      | Подлубовский сельсовет       |
| 60 | Поперечная Гора  | деревня | →21       | Караярский сельсовет         |
| 61 | Раздолье         | село    | ↘237      | Ургушевский сельсовет        |
| 62 | Сабанкуль        | деревня | ↗70       | Новобердяшский сельсовет     |
| 63 | Седяш            | деревня | ↗301      | Верхнесуянский сельсовет     |
| 64 | Седяш-Нагаево    | деревня | ↘89       | Урюш-Битуллинский сельсовет  |
| 65 | Сосновый Бор     | деревня | ↘152      | Магинский сельсовет          |
| 66 | Средние Багазы   | деревня | ↘0        | Караидельский сельсовет      |
| 67 | Старооткустино   | деревня | ↗312      | Артакульский сельсовет       |
| 68 | Старые Багазы    | деревня | ↗496      | Караидельский сельсовет      |
| 69 | Старый Акбуляк   | деревня | ↘502      | Староакбуляковский сельсовет |
| 70 | Сулейманово      | деревня | ↗154      | Ургушевский сельсовет        |
| 71 | Сурда            | деревня | ↘115      | Кирзинский сельсовет         |
| 72 | Суюндюково       | деревня | ↗158      | Куртлыкульский сельсовет     |
| 73 | Тайга            | деревня | ↘27       | Явгильдинский сельсовет      |
| 74 | Тайкаш           | деревня | ↘547      | Явгильдинский сельсовет      |
| 75 | Татарский Урюш   | деревня | ↘258      | Урюш-Битуллинский сельсовет  |
| 76 | Тат-Кудаш        | деревня | →1        | Кирзинский сельсовет         |
| 77 | Тегерменево      | деревня | ↘432      | Староакбуляковский сельсовет |
| 78 | Тетер-Ключ       | деревня | ↘8        | Подлубовский сельсовет       |
| 79 | Турново          | деревня | ↘77       | Ургушевский сельсовет        |
| 80 | Туюшево          | деревня | ↘121      | Староакбуляковский сельсовет |
| 81 | Уразаево         | деревня | ↘275      | Подлубовский сельсовет       |
| 82 | Уразбахты        | деревня | ↗101      | Караидельский сельсовет      |
| 83 | Ургуш            | село    | ↘704      | Ургушевский сельсовет        |
| 84 | Урюш-Битуллино   | деревня | ↘126      | Урюш-Битуллинский сельсовет  |
| 85 | Усть-Бартага     | деревня | ↘87       | Верхнесуянский сельсовет     |
| 86 | Усть-Сухояз      | деревня | ↗27       | Караярский сельсовет         |
| 87 | Халилово         | деревня | ↘224      | Староакбуляковский сельсовет |
| 88 | Хорошаево        | деревня | ↗20       | Урюш-Битуллинский сельсовет  |
| 89 | Чапаш            | деревня | ↗213      | Караидельский сельсовет      |
| 90 | Чебыково         | деревня | ↘97       | Ургушевский сельсовет        |
| 91 | Чемаево          | деревня | ↘66       | Урюш-Битуллинский сельсовет  |
| 92 | Шамратово        | деревня | →283      | Новобердяшский сельсовет     |
| 93 | Шаушак           | деревня | →3        | Урюш-Битуллинский сельсовет  |
| 94 | Юлдашево         | деревня | ↘122      | Староакбуляковский сельсовет |
| 95 | Юрюзань          | деревня | ↘25       | Караярский сельсовет         |
| 96 | Явгильдино       | деревня | ↗453      | Явгильдинский сельсовет      |
| 97 | Якупово          | деревня | ↘284      | Староакбуляковский сельсовет |
| 98 | Янбак            | деревня | ↘66       | Кирзинский сельсовет         |
| 99 | Янбатыровка      | деревня | ↘29       | Подлубовский сельсовет       |

### Упразднённые населённые пункты
| - Ачит - Берёзовский Лог - Килуновка | - Моховое Озеро - Николаевка - Новооткустино | - Посёлок Урюшевского спиртзавода - Семёновка - Хисамутдиново |

## Образование
В районе 65 общеобразовательных школ, в том числе 23 средние, музыкальная школа и профессиональное училище, 38 массовых библиотек, 63 клубных учреждения, центральная районная и 7 сельских участковых больниц. Издаётся районная газета «Караидель».

## Экономика
Район лесопромышленно-сельскохозяйственный. Под сельскохозяйственными землями занято 119,7 тыс. га (35,6 % территории района), в том числе под пашнями — 76,2 тыс. га, пастбищами — 23,5 тыс. га, сенокосами — 19,8 тыс. га. Основные отрасли: зерновое хозяйство, картофелеводство, молочно-мясное скотоводство, свиноводство.
Территорию района пересекает автомобильная дорога Бирск — Месягутово — Сатка.